# Louisiane Saint Fleurant
Louisiane Saint Fleurant, née le 11 septembre 1924 à Petit-Trou-de-Nippes, Haïti et morte le 1er juin 2005 dans la même ville, est une peintre haïtienne.
Ses peintures représentent souvent des scènes de femmes, d'enfants, d'arbres, de faune et de flore, ainsi que de Vaudou haïtien. Son style de peinture folklorique est souvent coloré et vibrant, exprimant une perspective féminine distincte du mouvement Saint-Soleil.

## Biographie
Née en 1924 à Petit-Trou-de-Nippes, elle n'a pas reçu de formation artistique formelle et n'a commencé à peindre qu'à la fin de ses quarante ans. Vers la cinquantaine, elle prend un emploi de cuisinière au sein du groupe Saint-Soleil lors de son arrivée à Soissons La Montagne. Son employeuse la découvre en train de peindre des petits tableaux dans sa chambre. Elle fonde le mouvement artistique Cinq Soleil avec quatre autres personnes. Le groupe est issu du mouvement Saint Soleil, dont elle est la plus ancienne et la seule femme artiste. En 1974, elle rejoint Poisson Soleil, initié par Tiga et Maude Guerdes Robart, lors d'une exposition inaugurale au Musée d'Art Haïtien. Saint Fleurant est introduite dans la communauté artistique en tant que cuisinière et après avoir reçu quelques conseils de la part de Garoute (dit Tiga), qui l'encourage à laisser libre cours à son imagination. Elle pratique la peinture et la sculpture,.
En 1965, elle s'installe à Pétion-Ville et tient une petite boutique où elle vend ses œuvres et celles de ses deux fils, Ramphis et feu Stivenson Magloire. Aliciane Magloire et Magda Magloire sont ses filles (elle a eu un cinquième enfant dont on ignore à peu près tout). Saint Fleurant peint et sculpte pendant 30 ans jusqu'à l'âge de ses 80 ans où elle est atteinte d'un problème de vue qui l'empêche de continuer en 2002. Elle meurt à son domicile en 2005.
Le cimetière où elle est enterrée est rasé après le séisme de 2010 en Haïti pour permettre la construction d'une gare routière.

## Collections publiques
- Centre des arts de Waterloo.
- 27 mai au 29 mai 2004 The Africa Center a présenté une exposition « Générations et Genres » qui a réuni le travail de trois femmes artistes : Louisiane Saint-Fleurant, Valérie Christelle Saint-Pierre et Barbara Prézeau.

## Quelques expositions
- 1998 : Haïti : Femmes et création, bibliothèque municipale de Nantes, France

- Exposition Saint-soleil avec la galerie Marassa, Banque mondiale, Haïti.

- 1988 : Exposition collective à la galerie Marassa, INC., Dania, Floride[5].

- 1976 : Premier festival Saint-soleil à Soissons-la-Montagne[5].

- 1987 : Exposition Art haïtien UAP, espace Vendôme, Paris, France, avec la galerie Marassa[5].